# 寺田志保
寺田 志保（てらだ しほ、1976年5月9日 - ）は、日本の作曲家、編曲家、キーボーディスト。HIGHWAY STAR所属。宮崎県宮崎市出身。

## 来歴
宮崎女子高等学校（現・宮崎学園高等学校）卒業後、国立音楽大学に進学。電子オルガンを専攻し、在学中にはYAMAHAインターナショナルエレクトーンコンクールで1位を獲得した経験を持つ。その後キーボードとパソコンによる作曲スタイルに移行し、大学卒業後はヴァイオリンとキーボードからなる女性インストゥルメンタルユニット「D.F.O.(Digital Future Orchestra)」を結成し、メジャーデビューを果たす。
しかしながら自身のみで作曲したいと考えるようになり、活動から6年で解散。2006年にソロ活動を開始、知り合いからの依頼により映画『0からの風』の音楽を手がけ、劇伴作曲者として歩み始める。作曲数は年間200曲ほどになる。その傍らJAM Projectや松浦亜弥、東儀秀樹などのサポートキーボーディストや楽曲アレンジも手がけている。

## 主な作品

### 映画
- 0からの風（2007年）
- きみに届く声（2008年）
- 牙狼〈GARO〉シリーズ（2010年 - ・共作：栗山善親）
- マジンカイザーSKL（2010年・共作：栗山善親、横関敦）
- 劇場版イナズマイレブンGO 究極の絆 グリフォン（2011年）
- シャンティデイズ-365日幸せな呼吸-（2014年）
- サイボーグ009VSデビルマン（2015年・共作：栗山善親、横関敦）
- 映画 プリキュアミラクルリープ みんなとの不思議な1日（2020年）
- 映画 ヒーリングっど♥プリキュア ゆめのまちでキュン!っとGoGo!大変身!!（2021年）
  - 映画 トロピカル〜ジュ!プリキュア プチ とびこめ!コラボ♡ダンスパーティ!（2021年）
- 映画 トロピカル〜ジュ!プリキュア 雪のプリンセスと奇跡の指輪!（2021年）
- DEEMO サクラノオト -あなたの奏でた音が、今も響く-（2022年・共作：栗山善親、鈴木歌穂、園田優）
- 映画 デリシャスパーティ♡プリキュア 夢みる♡お子さまランチ!（2022年）
  - わたしだけのお子さまランチ（2022年）
- 映画 プリキュアオールスターズF（2023年・共作：深澤恵梨香）

### テレビドラマ
- 牙狼〈GARO〉シリーズ（2006年 - 、テレビ東京・共作：栗山善親）
- 俺たちは天使だ! NO ANGEL NO LUCK（2006年、テレビ東京・共作：栗山善親）
- 修羅雪姫（2011年、BS-TBS）
- 宮部みゆきミステリー パーフェクト・ブルー（2012年、TBSテレビ）
- コードネームミラージュ（2017年、テレビ東京・共作：栗山善親）
- アンチヒーロー（2024年〈予定〉、TBS・共作：梶浦由記）

### テレビアニメ
- スーパーロボット大戦OG -ジ・インスペクター-（2010年・共作：栗山善親）
- イナズマイレブンGO（2011年）
- 絶対防衛レヴィアタン（2013年）
- ヒーリングっど♥プリキュア（2020年）
- トロピカル〜ジュ!プリキュア（2021年）
- ゲッターロボ アーク（2021年・共作：栗山善親、横関敦、鈴木歌穂[3]）
- デリシャスパーティ♡プリキュア（2022年[4]）

### その他テレビ番組
- 勝利へのセオリー（2013年、NHK BS1）
- しごとの基礎英語シリーズ（2013年 - 、NHK Eテレ
- コズミックフロント☆NEXT（2015年 - 、NHK BSプレミアム
  - 忍たま乱太郎の宇宙大冒険 with コズミックフロントNEXT（2016年 - 、NHK総合）

### オリジナルビデオ
- 呀〈KIBA〉 〜暗黒騎士鎧伝〜（2011年・共作：栗山善親）

### コンピュータゲーム
- イナズマイレブンGOシャイン／ダーク（2011年）
- ドラゴンボール ゼノバース（2015年）
- 第3次スーパーロボット大戦Z地獄篇（2015年・共作：栗山善親）
- スーパーロボット大戦OG ムーン・デュエラーズ（2016年・共作：宮崎 誠）
- ドラゴンボール ゼノバース2（2016年・共作：栗山善親・横関敦）

### 作曲・編曲
- JAM Project
  - GARO-MAKAISENKI- with JAM Project
  - Gate of Territory（栗山善親との共編曲）
  - THUNDERBIRD
  - KINGDOM of "J"
  - Can never go home（遠藤正明との共作曲）
- JAM Project・栗林みな実
  - 暁を撃て（影山ヒロノブとの共作曲）
- 秋元才加
  - 繊月〜光と闇の傍で〜（栗山善親との共編曲）
- 石田燿子
  - Diamond days ～想いの力～
- 井上あずみ
  - 恋するこの星～ちいさないのちを愛するきみがすき～
- 奥井雅美
  - GRATIA
- 城南海
  - Encounter in Space “THE EARTH”（作詞も担当）
  - COSMIC DANCE ～“Encounter in Space”Dance MIX～

### 編曲
- JAM Project
  - HERO（栗山善親との共編曲）
  - Only One（栗山善親との共編曲）
  - MAXIMIZER（IKUOとの共編曲）
  - Always be with you（栗山善親との共編曲）
  - MAXON（IKUO・栗山善親との共編曲）
  - 流星Lovers（栗山善親との共編曲）
  - PRAISE BE TO DECEPTICON（栗山善親・横関敦との共編曲）
  - THE MONSTERS（introduction arrangement）
  - THUMB RISE AGAIN（栗山善親との共編曲）
  - Frontiers（栗山善親との共編曲）
  - MIKAZUKI〜天赦日〜
  - Viva My Life（栗山善親との共編曲）
  - Wings of the legend
  - 一触即発〜Trigger of Crisis〜（栗山善親との共編曲）
  - PLATONIC（栗山善親との共編曲）
  - 風〜旅立ちの詩〜（栗山善親との共編曲）
  - キミオモフ〜たった一人の君へ〜（栗山善親との共編曲）
  - Unlimited Force（栗山善親との共編曲）
  - Rebellion〜反逆の戦士達〜（栗山善親との共編曲）
  - PRAY FOR YOU
  - my memory, your memory（栗山善親との共編曲）
  - Treasure in the sky（栗山善親との共編曲）
  - ギアナ高地
  - Shining Storm～烈火の如く～（宮崎誠との共編曲）
  - END OF HEAVEN
  - 月華（鈴木マサキとの共編曲）
  - 決戦 the Final Round
  - EMG（栗山善親・横関敦との共編曲）
  - 勝利の未来-とき-
  - sweet SWEET home（栗山善親との共編曲）
  - Everything（栗山善親との共編曲）
  - 鋼のWarriors（栗山善親との共編曲）
  - NEW BLUE
  - The Brave（鈴木マサキとの共編曲）
  - THE EXCEEDER（鈴木マサキとの共編曲）
  - ヒトヒラ
  - The Oath～夜明けの誓い～
  - 彷徨う果ての荒野は
  - The Age of Dragon Knights
  - Shout
- 影山ヒロノブ
  - Winner Win!
- 12人のヴァイオリニスト
  - アルバム全曲アレンジ
  - ヴィヴァルディ：ヴァイオリン協奏曲集「四季」
  - ユーミン・コンチェルト「四季」
- 古澤巌
  - Avenir 〜祈りの杜
  - 愛しみのワルツ〜
  - 海のアダージョ(ヴァイオリン協奏曲　第二番より)
  - 龍神伝説〜菊池文善「天翔獅子」と共に
  - ひばり2013
  - チャルダーシュ2013
- 魔戒歌劇団
  - 哀愁の輪舞
  - PRAYERS
- FULL Kabs
  - 〜伝説（レジェンド）には未だ早い！〜